# Капиро
Капиро (итал. Capirro) насеље је у Италији у округу Барлета-Андрија-Трани, региону Апулија.
Према процени из 2011. у насељу је живело 1094 становника. Насеље се налази на надморској висини од 35 м.